# Chiloschista extinctoriformis
Chiloschista extinctoriformis är en orkidéart som beskrevs av Gunnar Seidenfaden. Chiloschista extinctoriformis ingår i släktet Chiloschista och familjen orkidéer.
Artens utbredningsområde är Thailand. Inga underarter finns listade i Catalogue of Life.